# Ryukyupapegaaiduif
De ryukyupapegaaiduif (Treron permagnus) is een vogel uit de familie Columbidae (duiven). Eerder werd deze soort beschouwd als een ondersoort van de Taiwanpapegaaiduif (T. formosae).

## Verspreiding en leefgebied
Deze soort komt voor op de Japanse Riukiu-eilanden en telt twee ondersoorten:
- T. p. permagnus: noordelijke Riukiu-eilanden tot Okinawa.
- T. p. medioximus: zuidelijke Riukiu-eilanden tot Yonaguni.